# TuxGuitar
TuxGuitar — це безкоштовний редактор гітарних табулатур із відкритим кодом, який також може імпортувати та експортувати файли популярного редактора Guitar Pro та звичайні MIDI-файли. Окрім табулатур доступно редагування стандартного нотного запису.
Логотип програми — Tux, пінгвін-талісман багатьох ігор і програм, що розробляються для Linux.
Програма написана на Java, випущена під ліцензією LGPL-2.1-only, підтримує користувацькі теми оформлення.

## Формати файлів
| File format         | Імпорт | Експорт |
| ------------------- | ------ | ------- |
| TuxGuitar (.tg)     | Так    | Так     |
| Guitar Pro (.gtp)   | Так    | Ні      |
| Guitar Pro 3 (.gp3) | Так    | Так     |
| Guitar Pro 4 (.gp4) | Так    | Так     |
| Guitar Pro 5 (.gp5) | Так    | Так     |
| Guitar Pro 6 (.gpx) | Так    | Ні      |
| Guitar Pro 7 (.gp)  | Так    | Ні      |
| Power Tab (.ptb)    | Так    | Ні      |
| TablEdit (.tef)     | Так    | Ні      |
| GNU LilyPond (.ly)  | Ні     | Так     |
| MIDI (.mid)         | Так    | Так     |
| ASCII tab (.txt)    | Ні     | Так     |
| PDF (.pdf)          | Ні     | Так     |

## Зовнішні посилання
- GitHub — Цей репозиторій було створено розробниками, які помітили, що проект на sourceforge більше не підтримується. Засновник Tuxguitar не відповів на жодне запитання, а його веб-сайт із інформацією про розробника та посиланнями для завантаження був офлайн.